# Eskola, Kannus
Eskola är en tätort (finska: taajama) i Kannus stad (kommun) i landskapet Mellersta Österbotten i Finland. Vid tätortsavgränsningen den 31 december 2021 hade Eskola 242 invånare och omfattade en landareal av 1,56 kvadratkilometer.